# Antike Kunst (Zeitschrift)
Die Antike Kunst ist eine Schweizer Fachzeitschrift auf dem Gebiet der Klassischen Archäologie.
Sie wurde 1958 begründet und wird von der Vereinigung der Freunde antiker Kunst in Basel herausgegeben. Die Initiative zur Gründung ging auf Karl Schefold und Herbert A. Cahn zurück.
Die Zeitschrift veröffentlicht Beiträge zu Archäologie, Kunst und Kultur der Antike in deutscher, französischer, italienischer und englischer Sprache. Des Weiteren publiziert sie Artikel und Berichte aus den Schweizer Antikensammlungen sowie über Schweizer Grabungen im Ausland.
Bis zum Band 42, 1999 erschien die Zeitschrift in zwei Heften halbjährlich, seit 2000 in einem Band jährlich.

## Beihefte
Seit 1964 erscheinen in unregelmässiger Folge monographische Beihefte der Zeitschrift.
- 1: Neue Ausgrabungen in Griechenland, 1963
- 2: Anna A. Peredolskaja: Attische Tonfiguren aus einem südrussischen Grab, 1964
- 3: Friedrich Wilhelm Deichmann, Theodor Klauser: Frühchristliche Sarkophage in Bild und Wort, 1966
- 4: Martha Rohde-Liegle, Herbert A. Cahn, Hans Christoph Ackermann (Hrsg.): Gestalt und Geschichte. Festschrift Karl Schefold zu seinem 60. Geburtstag am 26. Januar 1965, 1967
- 5: Andrew Oliver: The reconstruction of two Apulian tomb groups, 1968
- 6: Serapheim Charitonides, Lilly Kahil, René Ginouvès: Les mosaïques de la maison du Ménandre à Mytilène, 1970
- 7: Studien zur griechischen Vasenmalerei, 1970
- 8: Costis Davaras: Die Statue aus Astritsi, 1972
- 9: Hans Peter Isler, Gérard Seiterle (Hrsg.): Zur griechischen Kunst. Hansjörg Bloesch zum 60. Geburtstag am 5. Juli 1972, 1973
- 10: Anne Ruckert: Frühe Keramik Boeotiens, 1976
- 11: Sophia Kaempf-Dimitriadou: Die Liebe der Götter in der attischen Kunst des 5. Jahrhunderts v. Chr., 1979
- 12: Rolf A. Stucky (Hrsg.): Eikones. Studien zum griechischen und römischen Bildnis. Hans Jucker zum 60. Geburtstag gewidmet, 1980
- 13: Rolf A. Stucky: Tribune d'Echmoun. Ein griechischer Reliefzyklus des 4. Jahrhunderts v. Chr. in Sidon, 1984
- 14: Ian MacPhee: Greek red-figured fish-plates, 1987
- 15: Margot Schmidt (Hrsg.): Kanon. Festschrift Ernst Berger zum 60. Geburtstag am 26. Februar 1988 gewidmet, 1988
- 16: Dietrich Willers: Hadrians panhellenisches Programm, 1990
- 17: Rolf A. Stucky: Die Skulpturen aus dem Eschmun-Heiligtum bei Sidon, 1993
- 18: Martin Bentz: Panathenäische Preisamphoren, 1998
- 19: Rolf A. Stucky: Das Eschmun-Heiligtum von Sidon, 2005
- 20: Claude Bérard: Embarquement pour l’image, 2017